# استقصاء زمري ليم
استقصاء زمري ليم هي لوحة جدارية ملونة كبيرة تم اكتشافها في القصر الملكي لمدينة ماري القديمة في شرق سوريا، تصور اللوحة الجدارية التي يعود تاريخها إلى القرن الثامن عشر قبل الميلاد زمري ليم ملك ماري وهو يتلقى رمز العصا والخاتم من الآلهة عشتار.  تم اكتشاف اللوحة في مكانها على جدارها الأصلي مقابل المدخل الكبير للمنصة المؤدية إلى قاعة العرش في القصر، اكتشفها عالم الآثار الفرنسي أندريه بارو أثناء أعمال التنقيب في ماري في 1935-1936. وهي معروضة الآن في متحف اللوفر في باريس فرنسا. 

## ملخص
تتكون اللوحة من ثلاث لوحات عمودية مرتبة بشكل متماثل، مع قسمين خارجيين يؤطران الجزء المركزي.  أما اللوحة الوسط فهي مقسمة أفقياً إلى قسمين مستطيلين محاطين بستة خطوط متوازية ملونة بألوان مختلفة.  أسهم تناسق اللوحة في عملية إعادة بناء الجزء التالف على اللوحة اليسرى. 
يُقال أن اللوحة تعكس الهندسة المعمارية الفعلية للقصر الذي كانت فيه اللوحة الجدارية، يعكس القسم السفلي من اللوحة المركزية غرفة المنصة التي تم اكتشاف فيها جسم تمثال لإلهة تشبه إلهة لاما الموجودة في اللوحة. كان للتمثال إناء منه ينساب الماء الفعلي. تفتح غرفة المنصة إلى غرفة العرش، حيث يحدث حفل التنصيب. النخيل الموجودة في الألواح الجانبية تمثل أشجارًا حقيقية زُرعت في ساحة القصر.
السجل العلوي للوحة المركزية هو مركز اللوحة ويصور مشهد التنصيب الرسمي. يتكون من خمسة أشخاص واقفين أمام خلفية فارغة. يُصوَّر عشتار وهي ترتدي تاجها الإلهي، مع أسلحة تنمو من كتفيها وسيف منحوت بشكل منجل في يدها اليسرى، وتقدم للملك رمز العصا والخاتم. يمد الملك يده اليسرى نحو الإلهة، بينما يده اليمنى موضوعة على فمه كرمز للصلاة. على جانبي الملك وعشتار تقف لاما إلهة الشفاعة في بلاد ما بين النهرين، ويرتدي تاجًا مزدوجًا. وعلى الجانب الأيمن تقف نينشوبور الوصيفة الخاصة لعشتار. 
السجل السفلي متناظر ويرمز إلى خصبة وازدهار حكم زمري ليم القادم. تُظهر اللوحة الآلهة لاما وهي توزع الماء من إناء دائري. وتُظهر النباتات وهي تنمو من الإناء، والأسماك تسبح في الجدول المتدفق.
تصور الألواح الخارجية حديقة من النخيل وشجرة أسطورية أخرى بجذع أحمر وأوراق زرقاء. تقف لاما في الحديقة، على كلا جانبي المشهد المركزي، وترفع يديها في الصلاة. تمثل ثلاث حيوانات أسطورية أسد وأبو الهول وثور برأس إنسان على خط أرضي. تم وضع الحيوانات بتناظر على كل جانب، وهي موجهة نحو المشهد المركزي في اللوحة. حمائم تحلق في السماء، وترمز إلى الجوانب السلمية لعشتار متقابلة مع الأسد الذي يرمز إلى عدوانيتها. 
غالبًا ما تتم مقارنة الرموز والأيقونات الموجودة في اللوحة الجدارية بالأشكال الموجودة أعلى مسلة حمورابي. 

## ترميم اللوحة
تعرضت الجدارية للتلف بسبب ظروف المنطقة وتدمير القصر في الحريق الذي نجم عن هجوم حمورابي على المدينة في حوالي عام 1760 قبل الميلاد. خضعت اللوحة لعدة عمليات ترميم وإعادة رسم، معظمها تم مسحه مؤخرًا من قبل اللوفر. وكشفت عملية التنظيف عن العديد من التفاصيل التي لم تكن مرئية من قبل، بما في ذلك الأسماك في الماء المتدفق. كما استعادت بعض اللمعان لألوان اللوحة.

## معرض صور

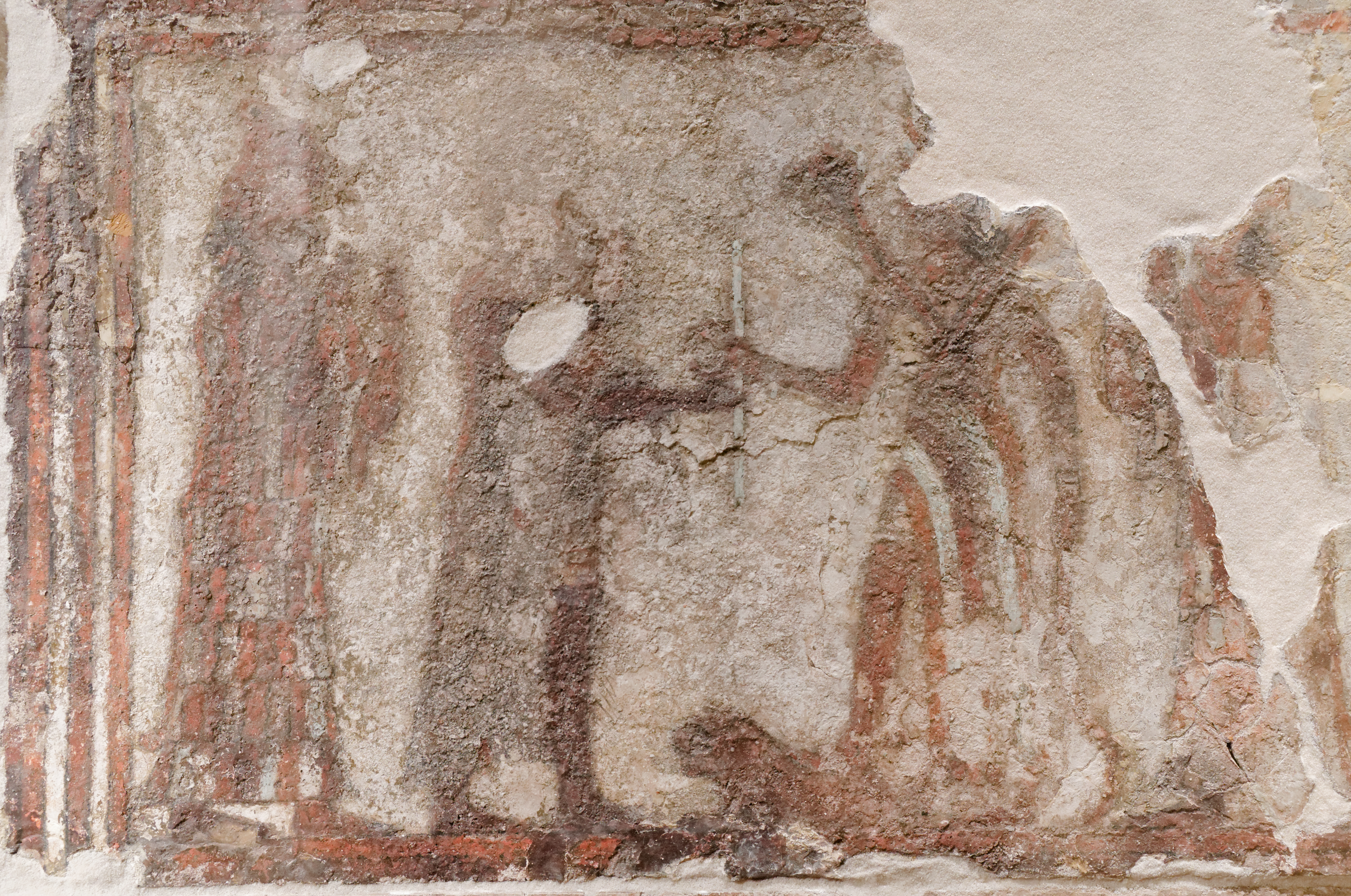
السجل المركزي الذي يصور مشهد تنصيب.
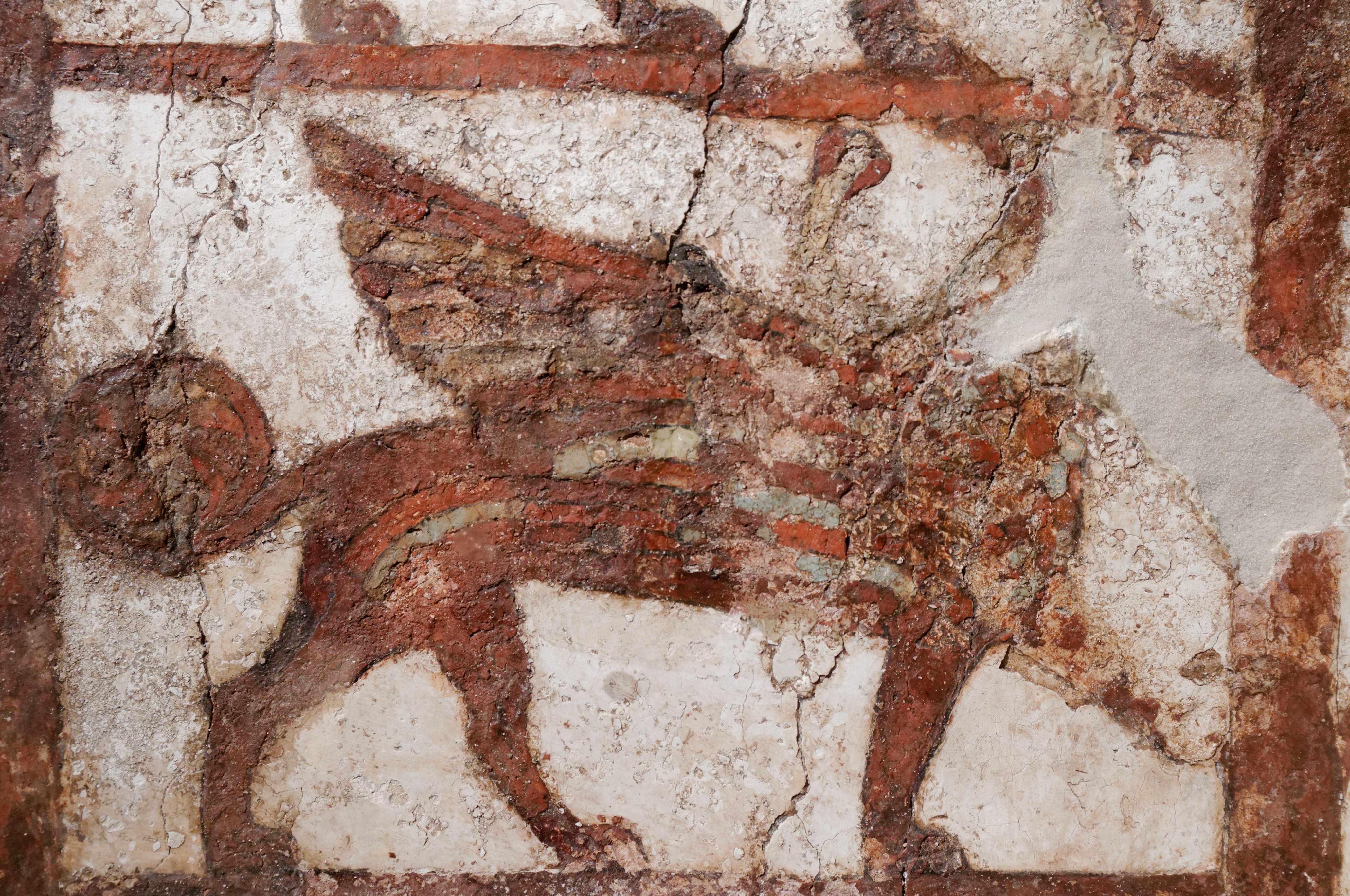
الأسد المجنح يرمز إلى عدوان إشتار.
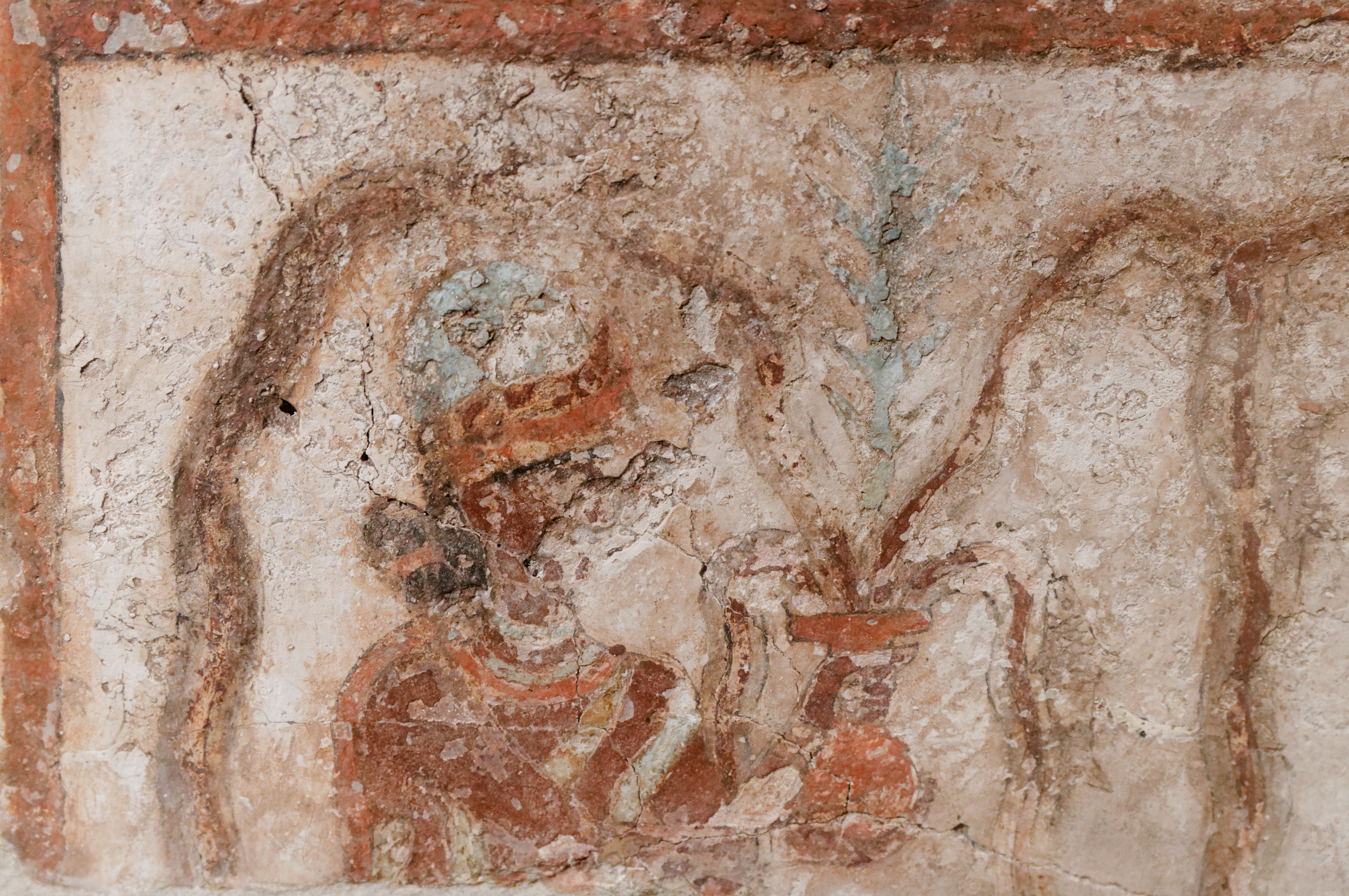
إله لاما يوزع الماء من إناء دائري.
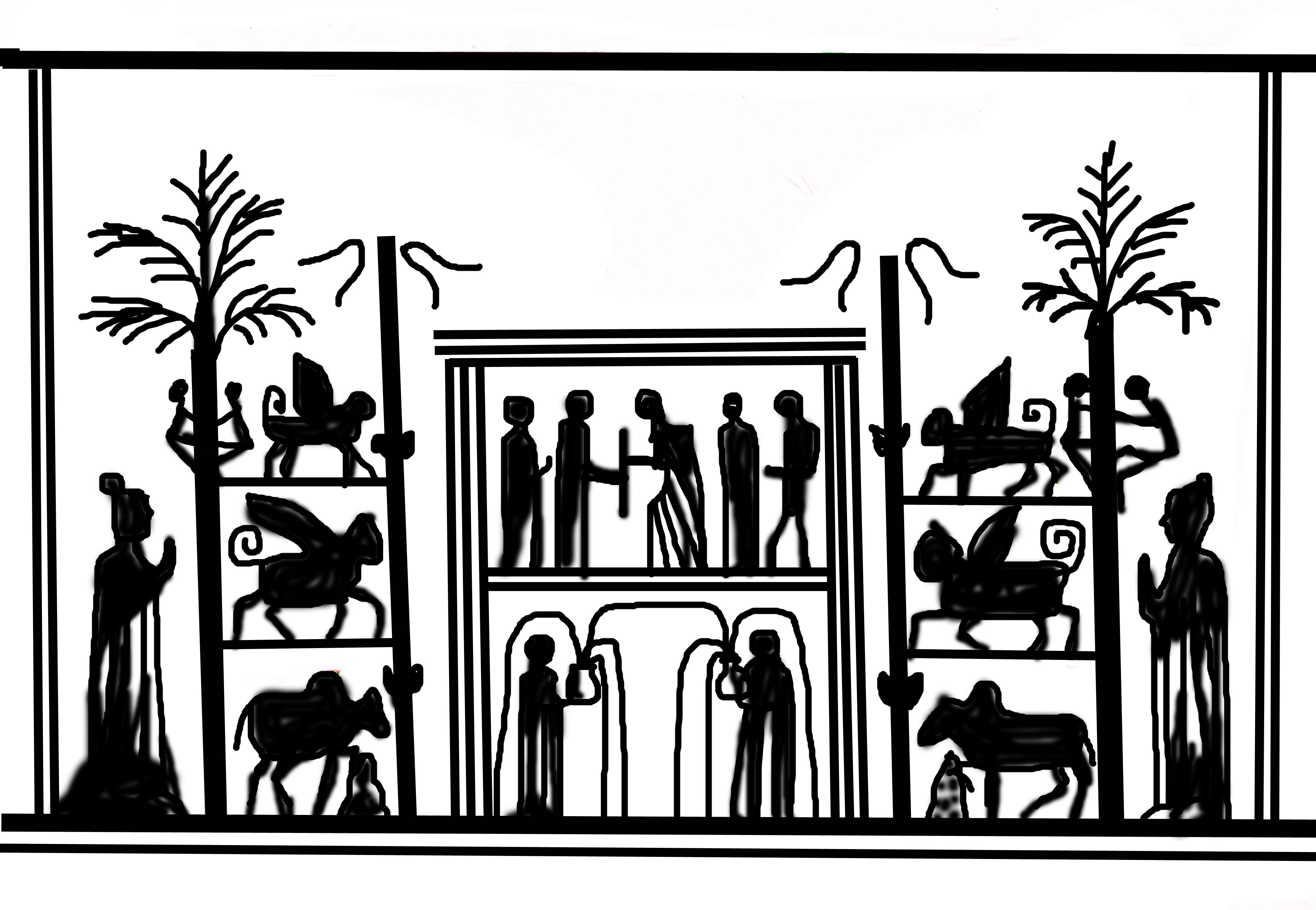
رسم تخطيطي للجدارية.

## أنظر أيضا
- فن بلاد الرافدين
- تمثال إبيه إيل
- تمثال إيدي إيلوم